# Cantone di Gergy
Il cantone di Gergy è una divisione amministrativa dell'Arrondissement di Chalon-sur-Saône.
È stato costituito a seguito della riforma approvata con decreto del 18 febbraio 2014, che ha avuto attuazione dopo le elezioni dipartimentali del 2015.

## Composizione
Comprende i 28 comuni di:
- Allerey-sur-Saône
- Bey
- Les Bordes
- Bragny-sur-Saône
- Charnay-lès-Chalon
- Ciel
- Clux-Villeneuve
- Damerey
- Demigny
- Écuelles
- Gergy
- Lessard-le-National
- Longepierre
- Mont-lès-Seurre
- Navilly
- Palleau
- Pontoux
- Saint-Didier-en-Bresse
- Saint-Gervais-en-Vallière
- Saint-Loup-Géanges
- Saint-Martin-en-Gâtinois
- Saint-Maurice-en-Rivière
- Sassenay
- Saunières
- Sermesse
- Toutenant
- Verdun-sur-le-Doubs
- Verjux